# Гладбек
Гладбек (нім. Gladbeck) — місто в Німеччині, знаходиться в землі Північний Рейн-Вестфалія. Підпорядковується адміністративному округу Мюнстер. Входить до складу району Реклінггаузен.
Площа — 35,91 км2. Населення становить 75 518 ос. (станом на 31 грудня 2020).